# Fabian Kießling

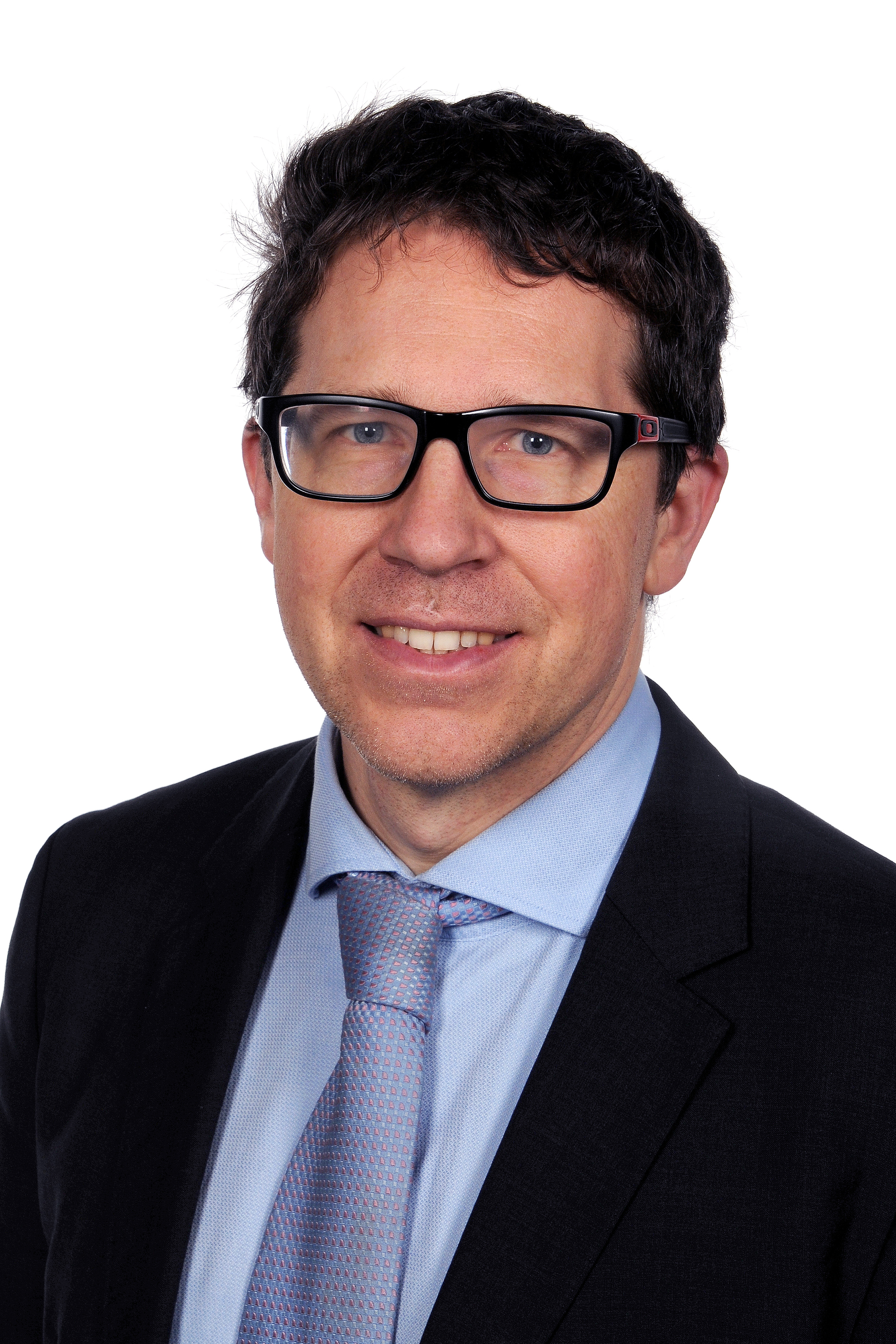
Fabian Kießling (2017)

Fabian Kießling (* 16. August 1972 in Mannheim) ist ein deutscher Radiologe, Hochschullehrer und Fachautor sowie Wissenschaftler auf dem Gebiet der Molekularen Bildgebung.

## Leben
Nach dem Abitur am 19. Mai 1992 in Heidelberg studierte Fabian Kiessling vom Wintersemester 1993/94 bis zum Sommersemester 2000 Medizin an der Ruprecht-Karls-Universität Heidelberg. Nach einem praktischen Jahr am Kreiskrankenhaus Schwetzingen schloss er sein Studium am 23. Oktober 2000 mit dem Zweiten Staatsexamen ab und wurde 2001 bei Christlieb Haller im Fach Innere Medizin mit der Dissertation „ECV 304: eine polare humane Endothelzellinie?“ zum Dr. med. promoviert.
Danach leistete er in der Abteilung für Onkologische Diagnostik und Therapie am Deutschen Krebsforschungszentrum (DKFZ) in Heidelberg seine Zeit als Arzt im Praktikum ab und verblieb dort auch bis 2002 als Assistenzarzt, wechselte aber zu Beginn des Jahres 2003 in die Abteilung für Onkologie der Thoraxklinik Heidelberg. Im gleichen Jahr wurde er in der Abteilung für Medizinische Physik in der Radiologie des DKFZs Leiter der Arbeitsgruppe Molekulare Diagnostik. Ab dem Jahr 2006 leitete er die Junior-Gruppe Molekulare Bildgebung in der DKFZ-Abteilung für Medizinische Physik in der Radiologie und habilitierte zum Privatdozenten. 2007 erhielt er den Facharzt für Diagnostische Radiologie. Zum März 2008 folgte er einem Ruf der RWTH Aachen für eine W3-Universitätsprofessur auf den Lehrstuhl für Experimentelle Molekulare Bildgebung und wurde Direktor des Lehr- und Forschungsgebiets Molekulare Bildgebung am Helmholtz-Institut für Biomedizinische Technik. Zudem gründete er im Jahr 2009 zusammen mit Matthias Bräutigam die InvivoContrast GmbH.
2005 wurde Kießling Sprecher der Sektion Molekulare Bildgebung in der Arbeitsgruppe Methodik und Forschung der Deutschen Röntgengesellschaft. Von 2008 bis 2012 war er der Vorsitzende der AG Methodik und Forschung. Fabian Kießling war 2011 Mitglied des Research Boards der European Society for Radiology (ESR) und bereits mehrfach Mitglied der Programmkomitees für die Kongresse der European Society for Molecular Imaging (ESMI) und der World Society for Molecular Imaging (WMIS). Ferner ist er Gründungsmitglied (Member at Large) der European Society for Molecular and Functional Imaging in Radiology (ESMOFIR) und seit 2012 im Council der European Society for Molecular Imaging (ESMI), deren Präsident er von 2023 bis 2024 war. in den Jahren 2019, 2020, 2021, 2022, 2023 und 2024 wurde er vor Clarivate Analytics in der Liste der Highly Cited Researchers geführt.
Kießling publizierte zusammen mit Georg Schmitz ein neues „Superresolution“-Ultraschallverfahren, die Motion Model Ultrasound Localization Microscopy, welche präklinisch und in einer ersten klinischen Anwendung erprobt wurde. Es erlaubt die nichtinvasive Darstellung haarfeiner Blutgefäße in Tumoren und anderen Geweben. Als weiteren Schwerpunkt erforscht Fabian Kießling neue Konzepte der Theranostik und des Wirkstoffträgertransportes in Tumoren.

## Ehrungen und Positionen
- Dr. Emil-Salzer-Preis (2006)[5]
- Richtzenhain-Preis (2006)
- Editorial Board Member von Radiology (2009–2016), European Radiology, European Radiology Experimental, Nanotheranostics, American Journal of Nuclear Medicine and Molecular Imaging, Frontiers in Bioscience, Current Medicinal Chemistry, The Open Organic Chemistry Journal, European Radiology Experimental, Nanotheranostics, Molecular Imaging and Biology
- Highly Cited Researcher (2019–2024) by Clarivate[6]
- Fellow der World Molecular Imaging Society (WMIS) (2020)[7]
- Fellow of the RWTH Aachen University (2022)[8]
- Mitglied der Sigma Xi Society (2022)
- Highly Ranked Scholar in Digital Imaging (2024) by ScholarGPS[9]
- Mitglied der Academia Europeae (2025)[10]

### Sonstiges
- 5. Meistergrad WingTsun und 1. Lehrergrad Magic Hands of Kan-Ki-Fu als Schüler von Sifu Keith R. Kernspecht

## Publikationen
- Fabian Kießling, Bernd J. Pichler (Hrsg.): Small Animal Imaging. Basics and Practical Guide. Springer, Berlin 2011, ISBN 978-3-642-12944-5 (eingeschränkte Vorschau in der Google-Buchsuche).
- Frauke Alves, Fabian Kießling (Hrsg.): Optical molecular imaging (= Comprehensive Biomedical Physics. Vol. 4). Elsevier, Amsterdam 2014, ISBN 978-0-444-63337-8.
- Fabian Kießling, Bernd J. Pichler, P. Hauff (Hrsg.): Small Animal Imaging. Basics and Practical Guide. 2nd ed. Springer Nature, Cham 2017, ISBN 978-3-319-42200-8.
- Otmar Schober, Fabian Kiessling, Jürgen Debus (Hrsg.): Molecular Imaging in Oncology. 2nd ed. Springer Nature, Cham 2020, ISBN 978-3-030-42618-7.